# Indiase paisa
De paisa was een oude Indiase munteenheid en had de waarde van 1/100 van een roepie.
Deze mag niet worden verward met de pies en pice.
De anna (1/16 van de roepie) werd zelf verdeeld in 3 pies of 4 pice.
In de gesproken taal worden paisa, pice en pies wel eens door elkaar gehaald. Soms wordt de term paisa ook gewoon gebruikt als synoniem voor geld of prijs. 
Bij de introductie van het decimale stelsel in de munten, werd op 1 april 1957 de naya paisa of nieuwe paisa in het leven geroepen, met een waarde van 1/100 van een roepie. Op 1 juni 1964 werd het voorvoegsel naya uit de naam geschrapt.
Buiten de 50 paisa-munten verdween de paisa volledig op 30 juni 2011.